# Parafia Matki Boskiej Częstochowskiej w Łące Prudnickiej
Parafia Matki Boskiej Częstochowskiej w Łące Prudnickiej – rzymskokatolicka parafia w Łące Prudnickiej, należąca do dekanatu Prudnik w diecezji opolskiej.
Parafię obsługuje proboszcz parafii Podwyższenia Świętego Krzyża w Moszczance. 24 sierpnia 2023 proboszczem parafii został mianowany ks. Krzysztof Maciejak.

## Historia
Parafia powstała w 1980.

## Duszpasterze

### Kapłani po 1945
- ks. Zygfryd Strzedula
- ks. Czesław Kanty
- ks. Wenancjusz Kądziołka
- ks. Józef Gorka
- ks. Marcin Michalski
- ks. Krzysztof Maciejak